# Поле (Днепропетровская область)
По́ле (укр. Поле, до 2024 года — Червоное Поле) — село, Девладовский сельский совет, Криворожский район, Днепропетровская область, Украина.
Код КОАТУУ — 1225284111. Население по переписи 2001 года составляло 72 человека.

## Географическое положение
Село Поле находится на расстоянии в 1 км от села Червоный Яр и в 1,5 км от села Долговка. По селу протекает пересыхающий ручей с запрудой. Рядом проходит железная дорога, станция Потоцкое в 2-х км.